# 鈴江・神保のときめきぐっモーニング
『鈴江・神保のときめきぐっモーニング』（すずえ・じんぼのときめきぐっモーニング）は、岐阜放送で放送されていた朝ワイド番組。『さわやかワイドぎふTODAY』の後番組としてスタート。

## パーソナリティ
- 鈴江晴彦
- 神保絵利子（ともに岐阜放送アナウンサー）

## 放送時間
- 6:35-8:55（『さわやかワイドぎふTODAY』時代より開始時間が20分早まった）

## 内包番組
- 歌のない歌謡曲（2007年3月までは単独番組だったが、本番組開始に伴い内包） 6:45-7:00
- NISSANビジネスサポートトピックス 7:30-7:40
- 羽田美智子のいってらっしゃい 8:25-8:30

『羽田美智子のいってらっしゃい』以外はいわゆる企画ネット番組である（また、『鈴木杏樹のいってらっしゃい』については東海ラジオでも放送されている）。

## 備考
- 鈴江は、本番組開始まで『さわやかワイドぎふTODAY』のパーソナリティをやっていた。
- 時刻を告知する前にはジングル音を入れている。